# Гудньюс (аэропорт)
Аэропорт Гудньюс (англ. Goodnews Airport), (ИАТА: GNU, FAA LID: GNU) — коммерческий гражданский аэропорт, расположенный в населённом пункте Гудньюс-Бэй (Аляска), США.
Аэропорт находится в собственности штата Аляска.

## Статистические данные
По данным статистики Федерального управления гражданской авиации США услугами аэропорта в 2008 году воспользовалось 1532 человека, что на 2,2 % меньше (1567 человек) по сравнению с предыдущим годом.
Аэропорт Гудньюс включен Федеральным управлением гражданской авиации США в общий план развития аэропортовой системы США в период с 2009 по 2013 годы в качестве аэропорта, обслуживающего рейсы авиации общего назначения.

## Операционная деятельность
В период с 31 июля 2006 по 31 июля 2007 года Аэропорт Гудньюс обработал 3200 операций взлётов и посадок самолётов (в среднем 266 операций ежемесячно), из них 62,5 % пришлись на рейсы авиации общего назначения и 37,5 % — на рейсы аэротакси.
Аэропорт Гудньюс расположен на высоте пяти метров над уровнем моря и эксплуатирует одну взлётно-посадочную полосу:
- 5/23 размерами 864 x 24 метров с гравийным покрытием.